# Erwin Stauss
Erwin Stauss (geboren 4. Mai 1917 in Mainz; gestorben 14. Dezember 1985 in Frankfurt am Main) war ein deutscher Sozialfunktionär.

## Leben
Erwin Stauss war Sohn eines Friseurmeisters und einer Hausfrau. Er besuchte die Oberrealschule in Mainz und begann ein Studium zum Gewerbelehrer am Berufspädagogischen Institut Frankfurt am Main, das er 1941 an der Wirtschaftshochschule Berlin abschloss. Stauss war Sanitätssoldat im Zweiten Weltkrieg. Als Tuberkulose-Patient wurde er Verwalter und schließlich bis 1951 Direktor eines Lungensanatoriums in Nauroth im Taunus. Stauss war 1946 Mitgründer des Landesverbands Hessen des Deutschen Paritätischen Wohlfahrtsverbandes (DPWV) und 1949 des Gesamtverbandes, zunächst unter dem Namen Arbeitsgemeinschaft der Paritätischen Wohlfahrtsverbände in den Ländern der Westzone. Stauss baute ab 1952 die Hauptgeschäftsstelle des DPWV in Frankfurt am Main auf und war dort ab 1956 in der Position eines Direktors und ab 1967 als Hauptgeschäftsführer tätig. Er ging 1980 in den Ruhestand. In seiner Amtszeit stieg die Zahl der Mitgliedsorganisationen des DPWV von 371 (1951) über 723 (1960) und 1473 (1970) auf 2858 (1980). Stauss war sechsmal im Turnus Präsident der Bundesarbeitsgemeinschaft der Freien Wohlfahrtspflege. 
Stauss erhielt 1975 die Ehrenplakette der Stadt Frankfurt am Main, 1976 das Große Bundesverdienstkreuz und 1981 den Ehrenbrief des Landes Hessen.